# Georg Haase (Brauer)

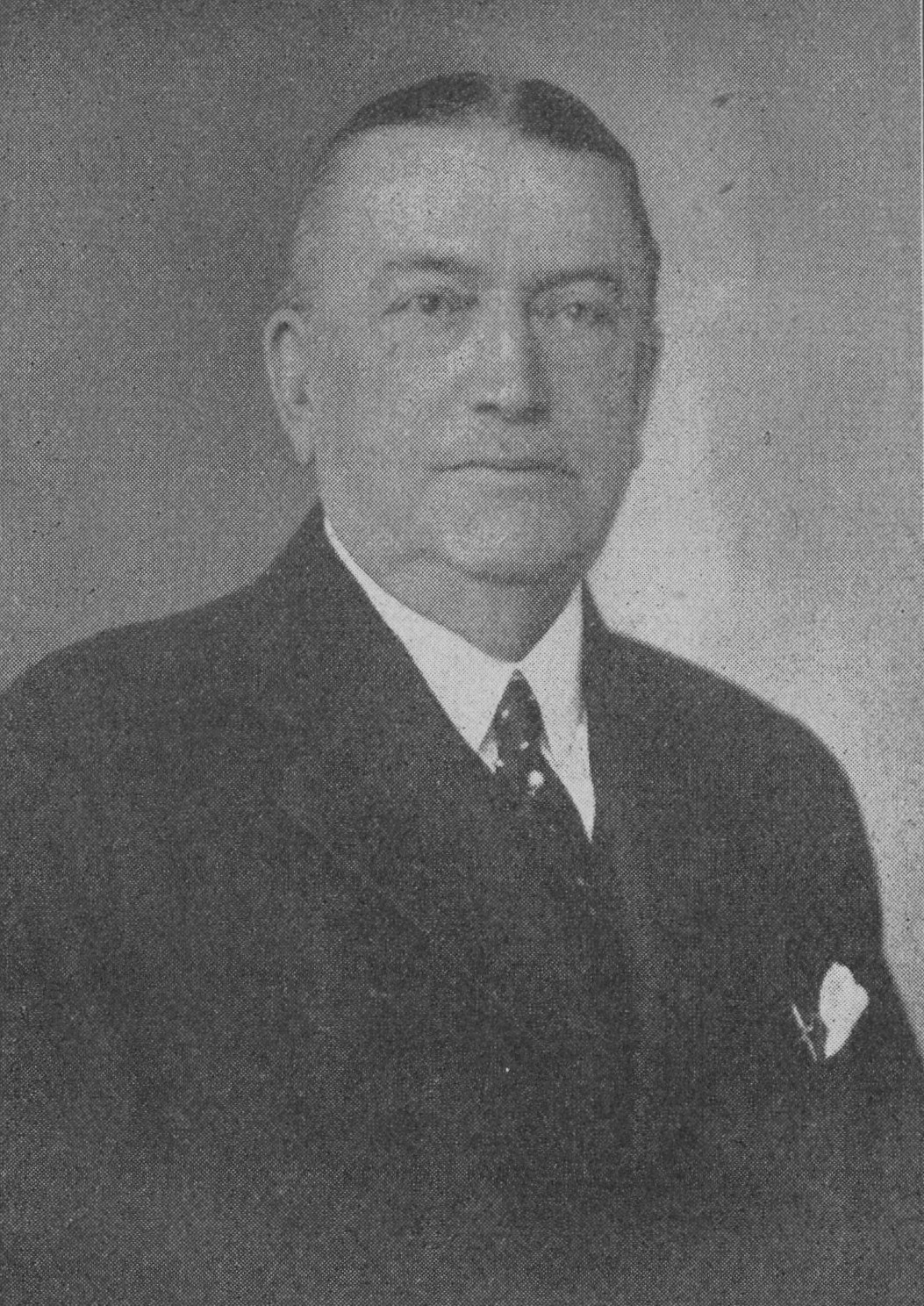
Georg Haase, um 1928

Georg Haase (* 21. November 1859 in Breslau, Provinz Schlesien; † 15. Januar 1931 ebenda) war ein deutscher Brauerei-Unternehmer. 1904 erwarb er im Landkreis Glatz den Badebetrieb des Kurorts Altheide, den er 1923 in eine Aktiengesellschaft unter der Firma Altheide AG für Kur- und Badebetrieb umwandelte und modernisierte. 

## Leben
Haases Eltern waren der Brauereibesitzer Eduard Haase (1832–1896) und dessen Frau Dorothea Haase geb. Preuß (1832–1903). Sein Vater hatte 1859 in Breslau, wo in den 1850er Jahren im Zug der Industrialisierung auch Brennereien und Brauereien entstanden waren, den Kretscham „Zur goldenen Katharina“ erworben und an deren Stelle eine Brauerei für Lagerbier gegründet. Eduard Haase berichtete später über das Breslauer Schankbier oder „Trenkebier“, auch „Langwel“ genannt, und über das dunkle, stark eingebraute Schweidnitzer „Gutbier“, das besonders bitter sein muss, um auf dem langen Transport nach Polen und Ungarn nicht zu verderben.
Haase absolvierte ein Studium an der Bayerischen Akademie für Landwirtschaft und Brauerei Weihenstephan und setzte seine praktische Ausbildung in verschiedenen deutschen und böhmischen Brauereien fort. 1882 trat er als Prokurist in die elterliche Lagerbier-Brauerei E. Haase ein, die zur größten Privatbierbrauerei in Schlesien wuchs. 1883 heiratete er Helene (1861–1945), die Tochter des Zimmermeisters Carl Schlick; die beiden bekamen vier Kinder.

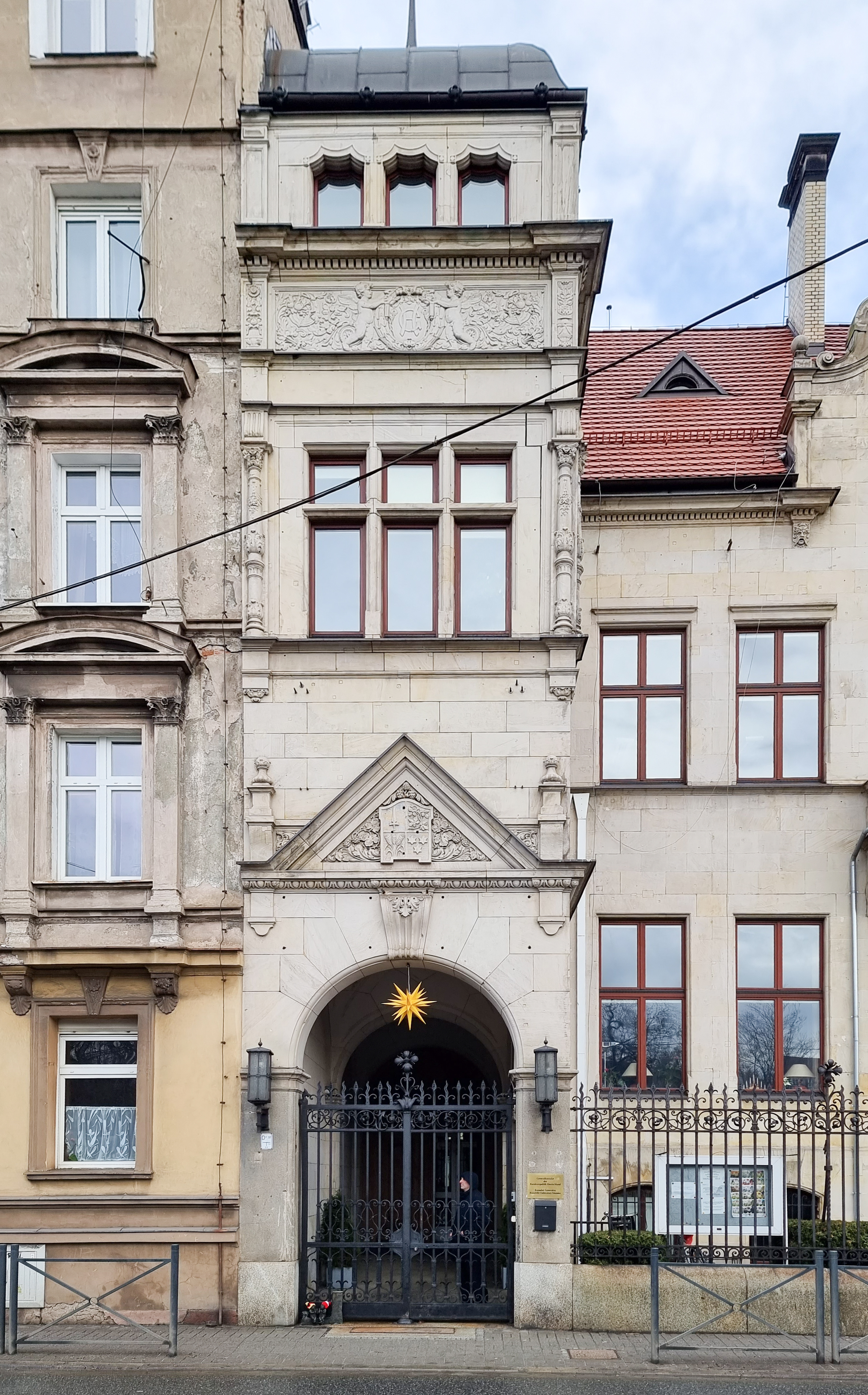
Ehemaliges Wohnhaus der Familie Haase, heute Generalkonsulat der Bundesrepublik Deutschland

Haase ließ sich von 1897 bis 1899 nach Plänen des renommierten Berliner Architekten Otto March ein repräsentatives Wohnhaus in Breslau am Ohlauer Stadtgraben (heute ulica Podwale 76/77) errichten, dessen historistische Architektur an die Formensprache der italienischen Renaissance anknüpfte. Das Anwesen besteht aus einem Hauptgebäude, einer Remise und einem Dienerhaus. Später diente es als Sitz der HJ-Gauleitung, nach 1949 des Generalkonsulats der DDR bzw. ab 1990 des Deutschen Generalkonsulats in Breslau.
Als erfolgreicher Unternehmer, der – den gesellschaftlichen Konventionen folgend – aus seinem Einkommen auch kulturelle und karitative Aufgaben finanziell unterstützte, wurde er 1900 mit dem Ehrentitel eines Kommerzienrats ausgezeichnet, dem später der Ehrentitel Geheimer Kommerzienrat folgte. Aufgrund seiner Verdienste um das Brauwesen wurde er zum Vizepräsidenten des Deutschen Brauer-Bundes gewählt und zum Ehrenmitglied der Versuchs- und Lehranstalt für Brauerei in Berlin ernannt. Zudem war er italienischer Honorarkonsul in Breslau.
Im Oktober 1904 wurde die Lagerbierbrauerei E. Haase zunächst auf die Dauer von zwölf Jahren gegen jährlich 32.000 Mark verpachtet. Im selben Jahr erwarb Georg Haase den Bade- bzw. Kurbetrieb in Bad Altheide, den er durch erhebliche Investitionen modernisierte und den Badeort dadurch zu einem bekannten und beliebten Kurbad machte. Unter Aufnahme weiterer Kapitalgeber wandelte Haase Anfang 1923 die Betriebsgesellschaft Badeverwaltung Altheide GmbH in eine Aktiengesellschaft unter der Firma Altheide AG für Kur- und Badebetrieb um, deren Aufsichtsratsvorsitzender er bis zu seinem Tod blieb.
Haase widmete sich auch der wissenschaftlichen Beschäftigung mit den Brauerei-Grundstoffen Gerste und Malz, insbesondere trug er zu einem wissenschaftlich-objektiven Bewertungssystem für Braugerste bei. Er wurde Vorsitzender der 1919 gegründeten Gerstenbaugesellschaft mbH. Zum 1. Oktober 1920 schied er aus dem Vorstand der Lagerbierbrauerei E. Haase GmbH aus, blieb seinem Unternehmen aber bis zu seinem Tod als Vorsitzender des Aufsichtsrats eng verbunden. Daneben war er auch Aufsichtsratsmitglied der Schultheiß-Patzenhofer Brauerei AG in Berlin und der Ostwerke AG in Berlin. Von 1931 bis zur Enteignung 1945 leitete sein Sohn Eduard Haase (1885–1961) die Haase-Brauerei in Breslau.

## Schriften
- Zur Veredlung der schlesischen Braugerste und Erhöhung der Ernte-Erträgnisse. 1904.
- Die Braugerste, ihre Kultur, Eigenschaften und Bewertung. 1906.
- Die Bonitierung der Braugerste vom brautechnischen und landwirtschaftlichen Standpunkte. 1908.